# Gefügebestandteil
Als Gefügebestandteil wird in der Metallografie ein ein- oder mehrphasiger Bereich eines Gefüges bezeichnet, der durch Grenzflächen sichtbar von anderen Bereichen des Gefüges abgegrenzt ist. Ein mehrphasiger Bereich gilt dann als zusammenhängender Gefügebestandteil, wenn seine Phasen unter gleichen Bedingungen entstanden sind und für diesen Bereich feste Volumenanteile und Morphologien vorliegen.
Beispiele:
- für einphasige Gefügebestandteile sind: Austenit, Ferrit,
- für zweiphasige Gefügebestandteile sind: Perlit, Bainit.